# 桃源郷 (ユーライア・ヒープのアルバム)
『桃源郷』(原題：Living the Dream)は2018年に発売されたユーライア・ヒープのスタジオ・アルバムである。

## 概要
『異端審問』（2014年）以来4年振りに発売されたスタジオ・アルバムである。バンドの母国イギリスでは、『イクウェイター』（1985年）以来33年ぶりに全英アルバムチャートでトップ100入りを果たし、最高57位を記録した。
本作の発表に伴うツアーで約3年振りに来日、ビルボードライブ東京及び大阪で3日間、計6公演を行った。
日本盤ボーナストラック2曲収録、奥野高久（BURRN!）による解説付。

## 収録曲
| #         | タイトル                                                                             | 作詞・作曲                               | 時間  |
| --------- | ------------------------------------------------------------------------------------ | ---------------------------------------- | ----- |
| 1.        | 「禁断の果実 - Grazed by Heaven」                                                    | デイヴ・リマー、ジェフ・スコット・ソート | 4:31  |
| 2.        | 「桃源郷 - Living the Dream」                                                        | ミック・ボックス、フィル・ランゾン       | 5:34  |
| 3.        | 「不安な日々 - Take Away My Soul」                                                   | ボックス、ランゾン                       | 6:13  |
| 4.        | 「迫りくる恐怖 - Knocking at My Door」                                               | ボックス、ランゾン                       | 4:58  |
| 5.        | 「前を向いて歩こう - Rocks in the Road」                                             | ボックス、ランゾン                       | 8:19  |
| 6.        | 「流れに身を任せ - Waters Flowin' 」                                                 | ボックス、ランゾン                       | 4:27  |
| 7.        | 「悲観主義 - It's All Been Said」                                                    | ボックス、ランゾン                       | 6:01  |
| 8.        | 「グッバイ・トゥ・イノセンス - Goodbye to Innocence」                                | ボックス、ランゾン、バーニー・ショウ     | 3:34  |
| 9.        | 「あなたを求めて - Falling under Your Spell」                                        | ボックス、ランゾン                       | 3:24  |
| 10.       | 「追憶 - Dream of Yesteryear」                                                       | ボックス、ランゾン                       | 5:26  |
| 11.       | 「禁断の果実（オルタネイト・ヴァージョン） - Grazed by Heaven (Alternate Version)」  | リマー、ソート                           | 4:53  |
| 12.       | 「不安な日々（オルタナイト・ヴァージョン） - Take Away My Soul (Alternate Version)」 | ボックス、ランゾン                       | 4:36  |
| 合計時間: | 合計時間:                                                                            | 合計時間:                                | 61:53 |

## 演奏
- バーニー・ショウ - ボーカル
- ミック・ボックス - ギター
- デイヴ・リマー - ベース
- ラッセル・ギルブルック - ドラムス
- フィル・ランゾン - キーボード